# Acrocercops ochnifolii
Acrocercops ochnifolii is een vlinder van de familie van de mineermotten (Gracillariidae). De wetenschappelijke naam van deze soort is voor het eerst voorgesteld door Lajos Vári in een publicatie uit 1961.

## Verspreiding
De soort komt voor in Zuid-Afrika.

## Waardplanten
De rups leeft op Ochna natalitia (Ochnaceae).